# Alessandro Tanara
Alessandro Tanara (Bologna, 14 novembre 1681 – Roma, 29 aprile 1754) è stato un cardinale italiano.

## Biografia
Nacque a Bologna, dalla famiglia senatoria alla quale apparteneva anche lo zio cardinale Sebastiano Antonio Tanara, secondo dei quattro figli del marchese Franchiotto Tanara. Prozio era il cardinale Ulderico Carpegna.
Adolescente, fu inviato per la formazione a Roma, presso lo zio cardinale, dove conobbe il cardinale Prospero Lambertini, che condivideva la medesima abitazione, poi papa Benedetto XIV.
Ricevette gli ordini sacri solo fino al diaconato, che conseguì il 28 ottobre 1734.
Fu creato cardinale diacono nel concistoro del 9 settembre 1743, ricevendo la berretta il 12 successivo e il titolo di Santa Maria in Aquiro il 23.
Morì a Roma il 29 aprile 1754, verso le 2:00 pomeridiane. Fu esposto in Santa Maria sopra Minerva, dove si tenne la capella papalis il 2 maggio e dove fu sepolto nella cappella di Santa Maria Maddalena.

## Opere
Per la cura di Filippo Maria Pirelli furono date alle stampe in due volumi le duecentosettantasette sentenze emesse da Alessandro Tanara come uditore della Sacra Rota tra il giugno 1734 il giugno 1743 (vol. 1: I-CXLIX; vol. 2: CL-CCLXXVII):
- Decisiones Sacrae Rotae Romanae coram Alexandro Tanario Bononiensi eiusdem Sacrae Rotae auditore, nunc S.R.E. Diacono Cardinali tit. S. Mariae in Aquiro in duas partes distributae, Romae, Sumptibus Jo. Laurentii Barbiellini in Foro Pasquini, typis Generosi Salomonii in Platea S. Ignatii, 1747-1748, 2 voll.